# Doină
La Doină es una especie de la lírica popular rumana, en la cual el ser humano, en directa relación con la naturaleza, expresa sus sentimientos de añoranza y desconsuelo. 
La Doină fue inscrita en 2009 en la Lista representativa del Patrimonio Cultural Inmaterial de la Humanidad de la Unesco
Según las causas que determinan la necesidad de expresarse a través de la poesía, hay varios tipos de Doină:
- de amor.
- de "cătănie", cuando el hombre está lejos de sus seres queridos porque tiene que luchar para defender su país.
- de pobreza.
- pastoriles.
- de "haiducie", se refiere a los bandidos que vivían en los bosques y que, por lo menos según la mitología popular, eran nobles y justicieros.
- sobre el exilio.
- sobre el destino.

De punto de vista estilístico, la "doină" destaca en comparación con otras creaciones líricas rumanas por su riqueza en metáforas y la armonía que consigue entre el yo lírico y la naturaleza circundante, que contribuye a amplificar el estado anímico expresado.  